# Phelipara assamana
Phelipara assamana är en skalbaggsart som beskrevs av Stefan von Breuning 1967. Phelipara assamana ingår i släktet Phelipara och familjen långhorningar. Inga underarter finns listade i Catalogue of Life.